# Ailsa Craig
Ailsa Craig (gael. Creag Ealasaid) – wyspa położona na Morzu Irlandzkim, w zatoce Firth of Clyde należy do  Szkocji.

## Położenie
Wyspa powstała w wyniku aktywności wulkanicznej około 500 milionów lat temu, wtedy też Ailisa Craig przyjęła obecną formę. Do najbliższego portu Girvan, położonego w dystrykcie South Ayrshire, jest około 16 km.

## Historia

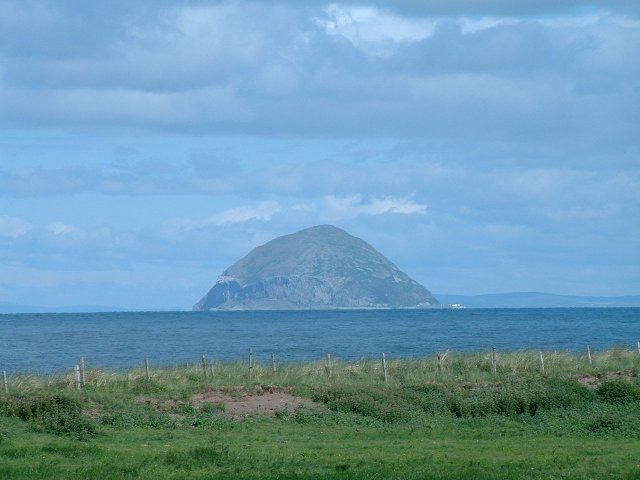
Ailsa Craig od południowego wybrzeża South Ayrshire

Obecnie niezamieszkana Alisa Craig była schronieniem dla katolików w trakcie reformacji na terenach Szkocji.
Od połowy XIX wieku aż do połowy XX wieku wyspa była terenem pozyskiwania granitowych głazów, które posłużyły m.in. do budowy Katedry św. Idziego w Edynburgu. Przez długi czas wyspa była największym miejscem wydobywania granitu do kamieni curlingowych. W 1886 roku na wyspie zbudowano latarnię morską, która od 1990 roku działa automatycznie. Głuptaki stworzyły na wyspie wiele kolonii poprzez budowanie setek gniazd, dzięki temu Alisa Craig jest nazywana "krainą głuptaków". Oprócz nich gwałtownie rośnie populacja maskonurów, które przylatują z okolic wyspy Glunimore oraz Wysp Owczych.

## Nazewnictwo
Obecnie szeroko stosowaną nazwą jest Ailsa Craig, jednak oryginalnie z języka gaelickiego pochodzi nazwa Creag Llasid.
Oprócz tej nazwy używa się innych pochodzących z języka gaelickiego:
- A Chreag – Skała
- Creag Alasdalr – Skała Alasadra
- Ealasaid a’ Chuain
- Alasan
- Paddy’s Milestone

Obecnie wyspa jest nazywana przez lokalnych mieszkańców Paddy Milestone co w przybliżeniu oznacza znak na morzu w połowie trasy (między Belfastem a Glasgow), leżała bowiem przy szlaku płynących do Szkocji irlandzkich emigrantów.
Wyspa Bass Rock ma przydomek "Alisa Craig of East" (pl. Alisa Craig wschodu) lecz wyspa w zatoce Firth of Forth nie jest tak duża jak Alisa Craig.
W 2011 roku wyspa Ailsa Craig został wystawiona na sprzedaż, którą sfinalizowano w 2013 roku.